# Christopher Reinhard
Christopher Reinhard (nacido el 14 de mayo de 1985 en Offenbach del Meno, en la región de Hesse, Alemania) es un futbolista alemán que juega como defensa en el Germania Bieber de Alemania.

## Clubes
| Club                      | País     | Año       |
| ------------------------- | -------- | --------- |
| Eintracht Frankfurt       | Alemania | 2004-2007 |
| Karlsruher SC             | Alemania | 2007-2008 |
| FC Ingolstadt 04          | Alemania | 2008-2009 |
| SV Eintracht Trier        | Alemania | 2009-2010 |
| SV Jügesheim              | Alemania | 2010-2012 |
| 1. FC Magdeburgo          | Alemania | 2012-2015 |
| VfB Germania Halberstadt  | Alemania | 2015      |
| Sportfreunde Seligenstadt | Alemania | 2015-2016 |
| Germania Bieber           | Alemania | 2017-     |